# Achaea lunulifera
Achaea lunulifera is een vlinder van de familie van de spinneruilen (Erebidae). De wetenschappelijke naam van deze soort is voor het eerst voorgesteld als Ophisma lunulifera door Francis Walker in een publicatie uit 1865.
De soort komt voor in Zuid-Afrika.